# Wright's Mountain Trails
 (novembre 2019).
Pour les articles homonymes, voir Wright.
Les Wright's Mountain Trails sont un réseau de sentiers de randonnée américain dans le comté d'Orange, au Vermont. Longs de 10,85 milles, ils constituent un National Recreation Trail depuis 2018.